# Kenmotsu-Mannigfaltigkeit
In der Differentialgeometrie, einem Teilgebiet der Mathematik, sind Kenmotsu-Mannigfaltigkeiten ein 1972 von Katsuei Kenmotsu eingeführtes Konzept. Kenmotsu bewies, dass die nach ihm benannten Mannigfaltigkeiten lokal die Struktur eines verzerrten Produktes {\displaystyle \left[0,1\right]\times _{f}N} mit einer Kähler-Mannigfaltigkeit {\displaystyle N} und {\displaystyle f(t)=se^{t}} für ein {\displaystyle s\not =0} haben.

## Metrische Fast-Kontaktmannigfaltigkeiten
Eine metrische Fast-Kontaktmannigfaltigkeit ist eine Fast-Kontaktmannigfaltigkeit {\displaystyle M}, deren Fast-Kontaktstruktur durch ein Vektorfeld {\displaystyle \xi }, eine 1-Form {\displaystyle \eta } und eine faserweise lineare Abbildung {\displaystyle \phi \colon TM\to TM} mit den punktweisen Bedingungen {\displaystyle \eta (\xi )=1} und {\displaystyle \eta (v)\xi =\phi (\phi (v))+v} für alle {\displaystyle v\in TM} gegeben ist, zusammen mit einer Riemannschen Metrik, bezüglich der {\displaystyle \xi } Länge 1 hat und orthogonal zu {\displaystyle ker(\eta )} ist und mit der {\displaystyle g\mid _{ker(\eta )}} bezüglich der fast-komplexen Struktur {\displaystyle \phi \vert _{ker(\eta )}} eine Hermitesche Metrik ist.
Eine metrische Fast-Kontaktmannigfaltigkeit heißt normal, wenn für den Nijenhuis-Tensor {\displaystyle {\mathcal {N}}_{\phi }} die Gleichung {\displaystyle {\mathcal {N}}_{\phi }(X,Y)=2d\eta (X,Y)\xi } für alle Vektorfelder {\displaystyle X,Y} gilt.

## Kenmotsu-Mannigfaltigkeiten
Eine Kenmotsu-Mannigfaltigkeit ist eine metrische Fast-Kontaktmannigfaltigkeit, für deren Levi-Civita-Zusammenhang in lokalen Koordinaten die Gleichungen
{\displaystyle \nabla _{i}\phi _{j}^{k}=-\eta _{j}\phi _{i}^{k}-g_{ip}\phi _{j}^{p}\xi ^{k}}
gelten.